# گنادی آیگی
گنادی آیگی (روسی: Генна́дий Никола́евич Айги́؛ IPA: [ɡʲɪˈnadʲɪj nʲɪkɐˈlajɪvʲɪtɕ ɐjˈɡʲi] (); ۲۱ اوت ۱۹۳۴ – ۲۱ فوریهٔ ۲۰۰۶) یک شاعر و مترجم اهل جمهوری چواشستان (اتحاد جماهیر سوسیالیستی شوروی) بود.

## زندگی‌نامه
گنادی آیگی در ۲۱ اوت ۱۹۳۴ در روستای Shaymurzino در جمهوری چواشستان به دنیا آمد. وی با الهام از زبان مادری اش چوواشی و به توصیه بوریس پاسترناک به سرودن شعر به زبان روسی پرداخت. پاسترناک معتقد بود که نوشتن به زبانی که کمتر از دو میلیون نفر بدان سخن می‌گویند، بیهوده است و بدین روی آیگی را تشویق به نوشتن به زبان روسی کرد. آیگی گفتهٔ پاسترناک را قبول نمود و آثار ارزنده‌ای از خود به زبان روسی به جای گذاشت. در سال‌های اخیر نام او همواره در لیست نامزدهای جایزه ادبی نوبل آمده بود. وجه تمایز شعر آیگی آمیختن اندیشهٔ قبیله ایش با زبان روسی و در قالبی مدرن می‌باشد. او شاعر آوانگارد است، اما بقول «تومی اولوفسون» شاعر و استاد ادبیات زبان سوئدی، گاهی به دشواری می‌توان مرز میان زبان و تصاویر شواسکی را از سوررئالیسم فرانسوی در اشعار او تشخیص داد. آثار آیگی تا سال ۱۹۹۱ در اتحاد شوروی اجازه چاپ نداشت. اولین مجموعه شعر او به زبان روسی «شعرهای ۱۹۵۴–۱۹۷۱» در سال ۱۹۷۵ در مونیخ آلمان توسط «نشر تبعید» به چاپ رسید. دومین اثرش «زمستان علامت زده» به سال ۱۹۸۲ در پاریس چاپ شد گنادی آیگی در فوریه ۲۰۰۶ در سن ۷۱ سالگی بر اثر بیماری سرطان در مسکو درگذشت.